# Illusions comiques
Illusions comiques est une pièce de théâtre d'Olivier Py créée en 2006.

## Argument
Sur le modèle de L'Impromptu de Versailles de Molière, une troupe répète une pièce, Le Poète et la Mort. Le metteur en scène, Olivier Py, et les acteurs y jouent leurs propres rôles,.
Le poète, qui vient de publier sa dernière création, est adulé par le monde entier pour son génie jugé transcendant et rénovateur de l'art Occidental : il reçoit la visite du ministre de la culture, du président de la république, du pape et même de Dieu qui lui propose sa place. Dégoûtés par l'orgueil soudain de leur patron, les comédiens de la troupe s'exilent dans un hôtel miteux de Verdun pendant que la tante du poète, tante Geneviève, prend des cours d'art dramatique et "réinvente" les genres de ses manières dilettantes. Mais un discours adressé à tous les peuples change la donne : évoquant maladroitement un hareng fumé, le poète est soudainement conspué de toutes parts, accusé de tous les maux, dépassé par son pire ennemi jugé meilleur pour une œuvre mettant en scène des cochons en rut "sur la difficulté de communiquer" ; il est finalement obligé de se cacher dans la confiserie de tante Geneviève pour survivre, y écrivant des blagues pour les bonbons de Noël. Pour sauver la République, jugée menacée par une défaite à la coupe du monde football, la mère du poète le livre à la police, afin qu'il soit jugé pour tous ses crimes. Condamné à mort, le bourreau lassé du manque de suspense lui fait grâce et lui offre un poste de balayeur dans un théâtre à Verdun. Le poète se voit alors contraint de jeter le théâtre traditionnel aux ordures, par l'intermédiaire de ses accessoires, et se croise adolescent, contemplant la naïveté lyrique de son ambition artistique. Son père se réconcilie avec lui (abandonnant le nom de Brecht qu'il avait pris pour effacer son fils de sa lignée) et, humble, le poète supplie ses anciens comédiens de lui pardonner : il leur offre un nouveau travail, une nouvelle pièce à jouer : illusions comiques.

## Distribution
- Olivier Balazuc
- Michel Fau
- Philippe Girard
- Élizabeth Mazev
- Julien Mouroux
- Olivier Py
- Mathieu El Fassi : musicien
- Pierre-André Weitz : musicien

## Distinctions
Michel Fau a remporté le prix du meilleur comédien du Syndicat de la critique avec cette pièce.